# Verkehrsmuseum Nürnberg
Het Verkehrsmuseum Nürnberg is een transport- en communicatiemuseum in de Duitse stad Neurenberg. Het museum bestaat uit het DB Museum van de Deutsche Bahn en het Museum für Kommunikation. Het museum is een van de oudste technische musea in Europa.
In Koblenz heeft het een dependance, het spoorwegmuseum DB Museum Koblenz.